# ۷۰۶ (پیش از میلاد)
۷۰۶ (پیش از میلاد) ۷۰۶مین سال قبل از تقویم میلادی است.